# Bowers (Delaware)
Bowers (népszerű nevén Bowers Beach) város az USA Delaware államában, Kent megyében, területe 0,785089 km². Lakosainak száma 278 fő (2020. április 1.).

## Népesség
A település népességének változása:
| Lakosok száma | 212  | 335  | 278  |
|               | 1910 | 2010 | 2020 |

## Története
Bowers Beach-t, a Delaware-öböl egyik legkorábbi települését Francis Whitwell az 1600-as évek végén „Whitwell’s Delight” -nak nevezte el. Abban az időben a terület 834 hektár erdőt és 540 hektár rétet tartalmazott. 1685-ben William Frampton megszerezte a területet, és „Dover Peers”-nek nevezte. Frampton meghalt, és a földet eladták William Bassettnek. Néhány évvel később 420 hektár Whitwell's Delight tulajdonosa Nathaniel és Mary Hunn volt. Nathaniel meghalt, és 1734-ben gyermekei eladták a 420 hektárt John Bowersnek. 1734. augusztus 16-a óta „a St. Jones és a Murderkill folyók torkolata közötti terület” Bowers Beach néven ismert. A föld John Bowers fiának, majd unokájának jutott. Ő volt az utolsó ember, aki birtokolta a földet, aki a Bowers nevet viselte. John Booth 1750-ben megszerezte a föld egy részét, és ugyanabban az évben eladta azt a részt Benjamin Chew-nak. Joseph Wood 1800-as évek óta birtokolta a Bowers Beach ingatlanokat. Végül az ingatlanokat több tulajdonosnak eladták. Bowers-t először 1907. március 9-én alapították, és 1962-ben Bowers városaként újjáépítették.